# قایدآباد
قایدآباد (به انگلیسی: Quaidabad) یک تحصیل در پاکستان است که در ناحیه خوشاب واقع شده‌است.